# Reimnitzia santensis
Reimnitzia santensis är en lavart som först beskrevs av Edward Tuckerman, och fick sitt nu gällande namn av Kalb 2001. Reimnitzia santensis ingår i släktet Reimnitzia och familjen Thelotremataceae.   Inga underarter finns listade i Catalogue of Life.